# FC Tobol
FC Tobol (kazahă:Тобыл Футбол Клубы) este o echipă de fotbal din Kostanay, Kazakhstan.

## Istoricul denumirilor
- 1967 : Fondat ca Avtomobilist
- 1982 : Clubul este redenumit în Energetik
- 1990 : Clubul este redenumit Kustanayets
- 1992 : Clubul este redenumit Khimik
- 1995 : Clubul este redenumit Tobol

## Titluri
- Cupa UEFA Intertoto: 1
  - 2007
- Superliga (Kazahstan) vice-campioni: 4
  - 2003, 2005, 2007, 2008
- Cupa Kazakhstanului: 1
  - 2007

## Jucători notabili
Sergei Ostapenko

 Aleksei Kosolapov

 Didargylyç Urazow

 Ulugbek Bakayev